# Pretpostavka zatvorenog sveta
Pretpostavka zatvorenog sveta se u formalnim sistema logike koristi za predstavljanje znanja. Ona je pretpostavka da je izjava koja je istinita takođe poznata kao istinita. Stoga ono što se trenutno ne zna da je tačno, lažno je. Isti naziv se takođe odnosi na logičku formalizaciju ove pretpostavke od strane Rejmonda Rajtera. Suprotno od pretpostavke zatvorenog sveta je pretpostavka otvorenog sveta, u kojoj se navodi da nedostatak znanja ne implicira laž. Odluke za i protiv ovih pretpostavki određuju razumevanje stvarne semantike konceptualnog izraza sa istim notacijama koncepata. Uspešna formalizacija semantike prirodnog jezika obično ne može izbeći eksplicitno otkriće da li je implicitna logička pozadina zasnovana na pretpostavci otvorenog ili zatvorenog sveta.
Negacija kao neuspeh povezana je sa pretpostavkom zatvorenog sveta, jer se svodi na verovanje da je lažan svaki predikat za koji se ne može dokazati da je istinit.

## Spoljašnje veze
- https://web.archive.org/web/20090624113015/http://www.betaversion.org/~stefano/linotype/news/91/
- Closed World Reasoning in the Semantic Web through Epistemic Operators
- Excerpt from Reiter's 1978 talk on the closed world assumption